# Orangozinho
Orangozinho je otok u otočju Bissagos, Gvineja Bisau, dio je regije Bolama i sektora Bubaque. Površina mu je 107 km², duljina mu je 19 km, a širina 11,8 km. Ima 706 stanovnika (popis iz 2009.); najveće selo je Wite. Otok je dio Nacionalnog parka Orango.
Susjedni otoci su Bubaque na sjeveru, Roxa ili Canhabaque na sjeveroistoku, Meneque na zapadu i Canogo na sjeverozapadu.